# Szalona (album)
Szalona – drugi album polskiej grupy muzycznej Sixteen, wydany pod zmienioną nazwą zespołu na Seventeen 15 lutego 1999 roku przez wydawnictwo muzyczne EMI Music Poland. Album zawiera 12 premierowych piosenek. Album sprzedał się w nakładzie 25 tysięcy egzemplarzy.  
Pierwszym singlem promującym krążek został utwór „Niezwyczajna miłość”. Kolejne single z albumu Szalona to „Co mi dasz”, „Daj słowo” i „Obsesja”.

## Lista utworów
Opracowano na podstawie materiału źródłowego.
1. „Niezwyczajna miłość”
2. „Mam tyle wiary”
3. „Daj słowo”
4. „Chinatown”
5. „Co mi dasz”
6. „To nie jest mój dom”
7. „Szalona jak ja”
8. „Wciąż biegnę”
9. „Obca”
10. „Obsesja”
11. „Zawsze przy Tobie płonę”
12. „Coda”